# Fiat Marea
O Marea (Fiat Type 185) é um automóvel que foi produzido e comercializado em nível mundial (Itália, França, Inglaterra, Portugal, Alemanha, Turquia, Polônia, Brasil, Argentina, Uruguai, Paraguai, Chile, entre outros) pela Fiat, entre 1996 e 2007. Seu nome significa "maré" em italiano.
O Marea é um automóvel construído sobre a plataforma Fiat C1, sendo considerado veículo de porte médio no mercado brasileiro e pequeno na Europa. Ao todo, quatro modelos de veículos compõem esta mesma família e diferem basicamente pela seção traseira (parte posterior) da carroceria e também compartilhando powertrains (motores/transmissões) de acordo com as versões e ano de fabricação:
- Marea (Fiat Type 185) (Sedan);
- Marea Weekend (Fiat Type 185) (Station Wagon);
- Brava (Fiat Type 182) (Notchback);
- Bravo 1ª geração (Fiat Type 182) (Hatchback, não comercializado oficialmente no Brasil, algumas unidades vieram via importação independente).

## História
Em um processo de renovação de sua linha de veículos pequenos e médios, a FIAT substituiu o hatch Fiat Tipo pelos Fiat Brava e Bravo em 1995, na Europa, com objetivo de reforçar sua posição no segmento, trazendo tecnologias atualizadas. Na esteira destes lançamentos, houve a necessidade de substituir o Tempra (derivado do Tipo). Assim surgiu o Marea, como uma derivação natural dos Fiats Brava e Bravo, porém com perfil mais familiar e maior amplitude de espaço para bagagens. A premissa do Marea era assumir o posto de maior carro mundial da marca, deixado pelo Tempra. Assim, em 1996 o Fiat Marea foi apresentado, nas versões de carroceria sedan e perua (station wagon, intitulada Marea Weekend).

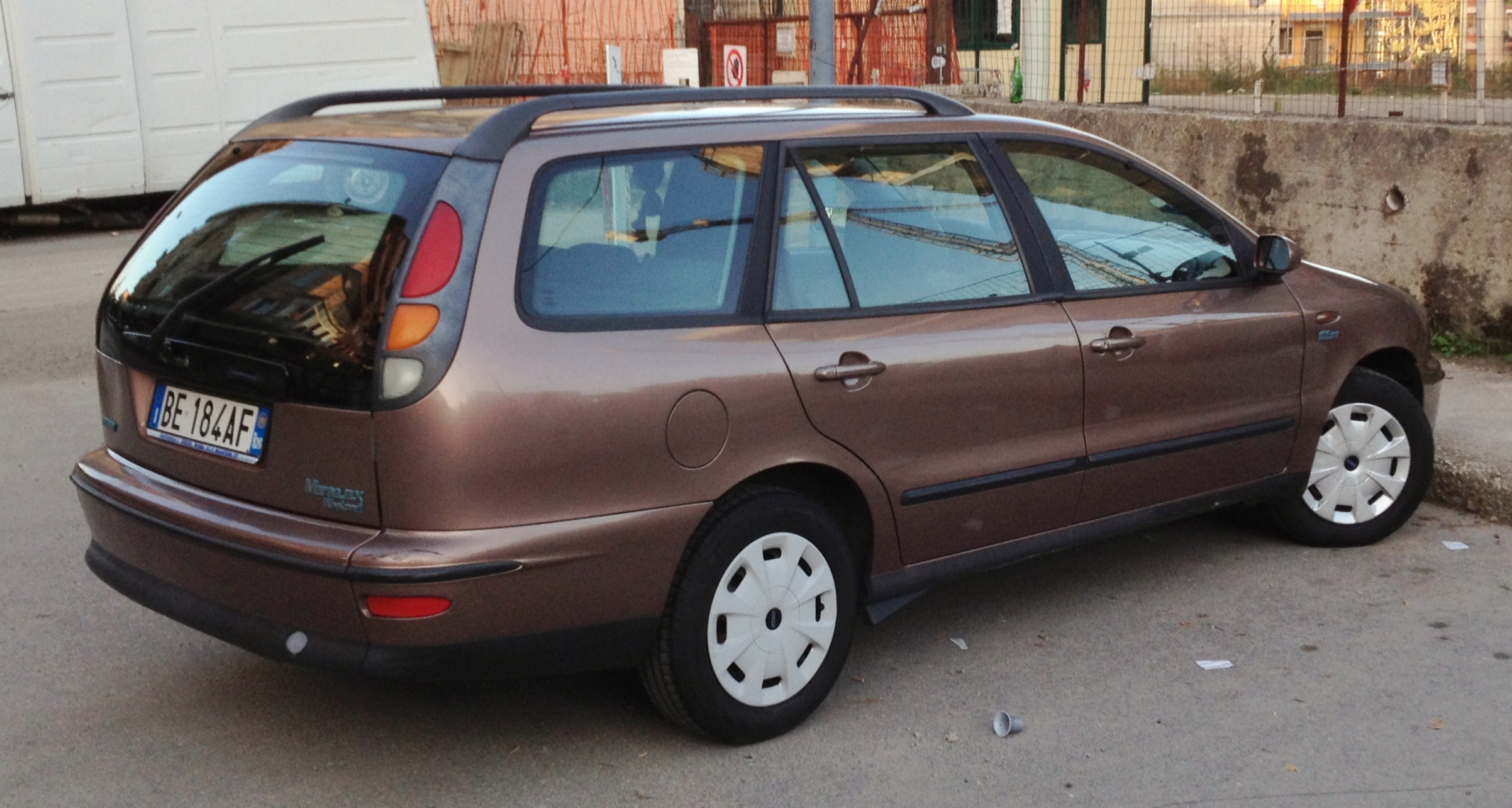
Fiat Marea Weekend

 Era oferecido com diversas opções de motores ciclo Diesel e Otto (gasolina), desde o 1.2L I4 8V até o 2.0L I5 20V Turbo. O nome veio da expressão italiana Marea, que, em português, significa maré.

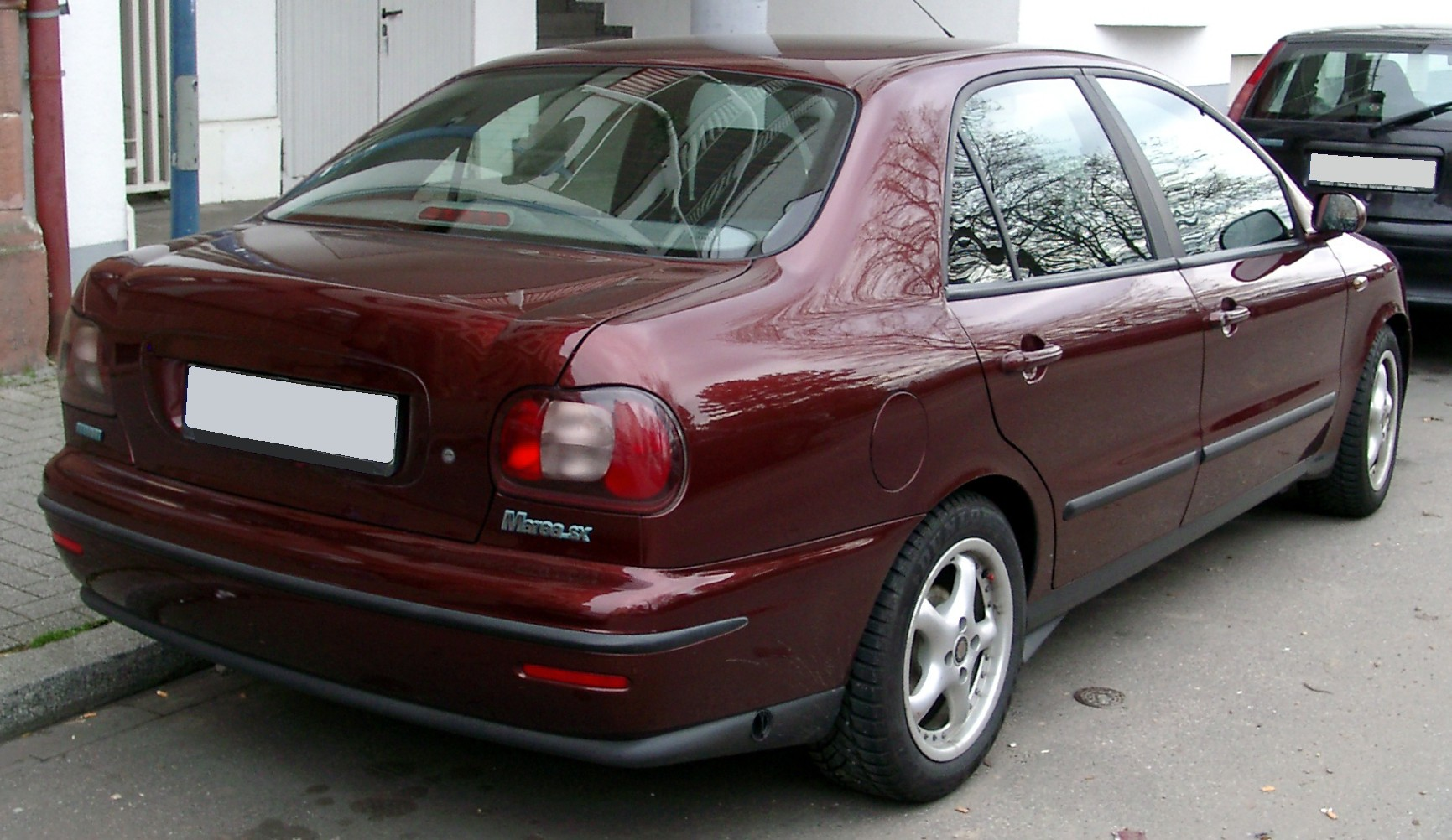
Fiat Marea sedan

Seus principais concorrentes, Opel Astra e Volkswagen Jetta, receberam naquele ano novas gerações. O Marea trouxe ao mercado soluções herdadas dos seus hatchs originais, oferecendo faróis elipsoidais, cintos com pré-tensionador (tanto nas versões com e sem air-bags), comandos de som no volante, lavadores de faróis e suspensões dianteira e traseira dotadas de subchassi, para melhor amortecimento dos impactos e maior preservação da cabine em caso de acidentes.

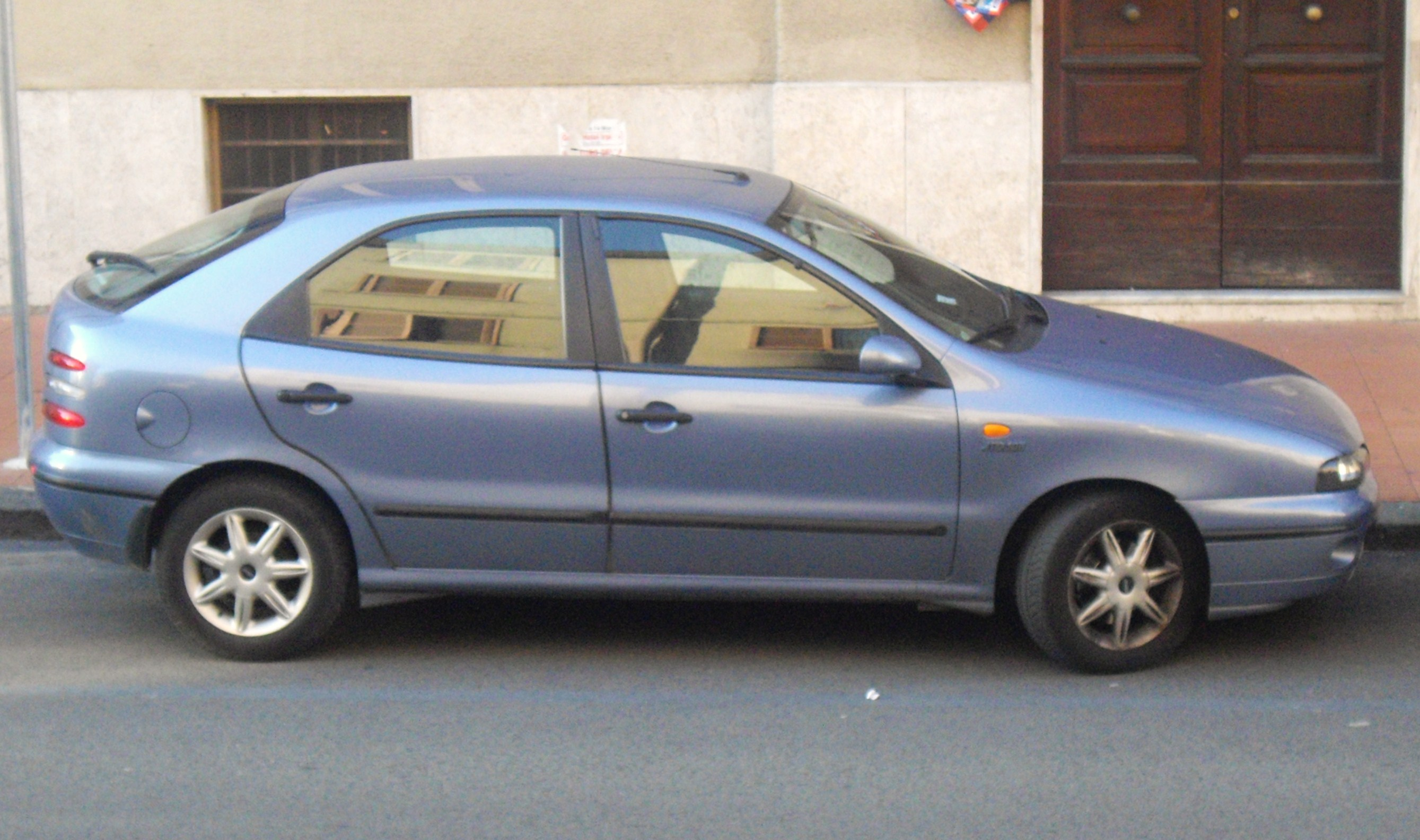
Fiat Brava, notchback que originou o Marea

A versão mais esportiva contava com um 2.0L 5 cilindros em linha 20V Turbo, capaz de desenvolver 182 cv, de motor emprestado ao Fiat Coupé (nele porém, a potência originalmente desenvolvida era maior, 220 cv). O Marea e os Hatchs Bravo e Brava foram aposentados em 2002 na Europa para dar lugar à família Fiat Stilo, constituídos de hatch e perua, porém no Brasil a produção do Brava seguiu até 2003 e a do Marea seguiu até o ano de 2007.

## No Brasil
Lançado no Brasil em 1998 para substituir o Tempra (dois anos após seu lançamento na Europa), o Fiat Marea brasileiro era basicamente igual ao modelo europeu, salvo pela ausência das versões a diesel, devido à proibição do uso deste combustível em automóveis de passeio e da diminuição das opções à gasolina (OTTO) existentes comparadas à Europa. As primeiras unidades da Marea Weekend (SW / perua) vendidas no Brasil em 1998 vieram importadas e eram fabricadas na Itália, enquanto o sedã já era fabricado na fábrica da Fiat em Betim, MG. No entanto, toda a gama de propulsores do modelo e boa parte dos componentes ainda era importada da Itália e apenas montada no Brasil.
Estreando no Brasil como um concorrente altamente inovador e marcante num mercado relativamente estagnado em desenvolvimento automobilístico, trazendo tecnologia de vanguarda de padrão mundial em quase todos os aspectos da categoria, por quase uma década (e a nível global por 11 anos), o Marea representou o segmento de médios pela Fiat, tanto os segmentos premium quanto o de entrada da categoria. Ao final de 2006 as versões ELX, HLX e Turbo deixaram a linha de produção, extinguindo os propulsores 1.8L, 2.4L e 2.0L Turbo; restando apenas a opção pela versão SX 1.6L. Com vendas em queda relacionadas a questões de manutenção devido às limitações técnicas de enorme parte dos reparadores do mercado brasileiro logo em sua chegada e ao final de sua geração já se manifestando tecnologicamente defasado diante dos concorrentes, o Marea foi aposentado em 2007, dando lugar ao Fiat Linea, um sedan derivado do hatch Fiat Punto. Encerrou sua produção deixando um forte legado e é considerado hoje um expoente e divisor de águas na indústria automobilística nacional, sendo cultuado por algumas de suas características únicas e se formando já como objeto de coleção por uma legião de admiradores e fãs segmentados em diversos clubes nacionais e também nos demais países onde foi comercializado.

## Versões e acessórios
O Marea era oferecido em quatro versões principais de acabamento: SX (básica), ELX (intermediária), HLX (topo de linha dos aspirados) e a Turbo, a versão mais completa. Além disso existiram raras versões exclusivas para frotistas como a City, voltada a taxistas. Todas as versões de acabamento eram aplicadas tanto à carroceria sedan quanto à perua.
Tanto a HLX quanto a Turbo ofereciam airbags e ABS como opcionais, além de sidebags como opcionais (um item inovador em um carro nacional na época). Teto solar de acionamento elétrico era um item opcional para os HLX e Turbo.
A maioria das versões contava com banco do motorista e direção hidráulica com regulagem de altura de série, bancos traseiros bipartidos, cintos com pré-tensionadores (inflam uma carga explosiva que pressionam o passageiro com mais força ao banco em caso de impacto), portas com barras de proteção laterais de 4cm de espessura, vidros elétricos nas 4 portas, retrovisores com regulagem interna elétrica e aquecimento térmico antiembaçante (outro diferencial), ar condicionado e calefação com climatizador automático (mantém a temperatura desejada) ainda que de controle analógico (mas também um diferencial na época), sistema de desembaçamento rápido, faróis com regulagem de altura do facho em função da carga e projetores independentes para o farol alto e baixo. Também eram oferecidos faróis de neblina posicionados nos extremos do para-choques dianteiro. No conjunto de luzes traseiras, o carro atende uma norma criada na Europa e aceita no Brasil, onde no conjunto de iluminação principal é usada uma luz de ré do lado direito e luz de neblina do lado esquerdo.

## Ficha técnica

### Motorização

#### Motores 5 Cilindros 20 válvulas (2.0 ou 2.4 naturalmente aspirados e 2.0 turbo)
O Marea chegou trazendo na época um Motor de cinco cilindros em linha (Pratola Serra) 20 válvulas 2.0L naturalmente aspirado de 142 cv e 18,1kgf/m (na Europa este mesmo propulsor desenvolvia 155 cv e 19,2kgf/m nas versões HGT / Selespeed do Bravo, Brava e do próprio Marea, porém contava com a adição do coletor de admissão variável "VIS" e programação eletrônica diferenciada). Este motor fazia parte da subfamília Free integrante da família de motores modulares Pratola Serra desenvolvida em parceria pelas marcas italianas do conglomerado Fiat, incluindo a Alfa Romeo e Lancia, o qual incorporava diferenciais relevantes em motorização sobre os veículos vendidos no Brasil à época. Formado por um bloco de ferro fundido de cinco cilindros (sua maior caracteristica), cabeçote e cárter de alumínio, comando duplo (DOHC) com quatro válvulas por cilindro, comando de admissão com tempo de abertura das válvulas variável e um dissipador de calor do óleo refrigerado à água (trocador de calor).
O controle de funcionamento era realizado por uma unidade de controle eletrônico computadorizado (UCE) de injeção/ignição multiponto sequencial alemã Bosch Motronic M2-10.4. A este motor foi dado o nome comercial de "Fivetech" e simbolizava à época uma inovação oferecida em termos de motorização num carro vendido por uma fabricante instalada no Brasil.
Apostando em um nicho específico do segmento de alta performance do mercado nacional, a Fiat passou a oferecer também a versão Turbo para o Marea de consideráveis 182 cv e 27kgf/m para a época.   Este propulsor Fivetech Turbo que originalmente equipava o Fiat Coupé na Europa, gerando já em 1996, uma potência 220cv e 31kgf/m de torque - valores fortemente expressivos para época, em motores de 2 litros sobrealimentados de fábrica (linha de produção). O Coupé era um veículo desenvolvido focando a esportividade. O Marea, porém, foi um carro de pretensão mais familiar e mesmo com sistemas de suspensão e freios redimensionados para oferecer maior esportividade nas versões equipadas com este 5 cilindros turbo, o conjunto ainda não possuía o mesmo arrojo dinâmico de chassis do Fiat Coupé. Desta forma a engenharia FIAT  restringiu a potência deste motor no Marea e de outra parte também visou a preservar também a durabilidade do conjunto em vista das condições de utilização e manutenção ainda precárias oferecidas no mercado brasileiro.). A base do 5 cilindros 2.0 20v turbo trata em essência do mesmo propulsor 5 cilindros 2.0 20v aspirado, porém extensamente revisto e com componentes como bielas reforçados (no entanto o virabrequim se mantém idêntico tanto na versão aspirada quanto na turbo), válvulas maiores sendo as de escape refrigeradas à sódio, emprego de comandos de válvulas de maior permanência  e acrescido de turbocompressor Garret TB2810 .42/.49, radiador de óleo, intercooler (resfriador de ar) além dos novos parâmetros de gerenciamento eletrônico na programação da UCE por uma variante mais avançada da UCE Bosch Motronic M2. Com esta motorização se tornaram os sedãs e station-wagons (peruas) "nacionais" mais velozes do mercado, posto mantido por alguns anos.
Ainda em 1998, devido às regras tributárias brasileiras para automóveis, cujo imposto era baseado na potência e não na cilindrada do motor, as versões SX e ELX de 2.0 litros tiveram sua potência reduzida a 127 cv, a fim de enquadrarem-se na tarifa de IPI menor para veículos que geravam potencia até este limite estabelecido. No entanto, estas versões podem operar normalmente com 142 cv, bastando para isso efetuar a troca do chip da UCE pelo utilizado na versão mais potente, ou chips independentes produzidos por programadores especializados.
Além do desempenho acima da média e da tecnologia mais avançada na época, estes propulsores 5 cilindros da FIAT são semelhantes a soluções de motores 5 cilindros empregados em outras marcas, como modelos Audi, Volvo, modelos Ford vendidos nos EUA e Europa à exceção da geração atual da Ranger vendida no Brasil que também é equipada com um motor 5 cilindros 20 válvulas Turbodiesel, dentre outros veículos) possuem ainda outra uma característica única no que se refere ao seu som (ronco) de funcionamento, que é bastante característico e diferenciado em relação aos demais motores de 4 cilindros, sendo inclusive considerado pela imprensa automotiva especializada por ter semelhança até mesmo ao som de alguns motores V10.
Devido a reclamações de falta de força em baixas rotações nos motores 5 cilindros 2.0 20v naturalmente aspirados, o que exigia maior recorrência às reduções de marchas nas retomadas em situação de trânsito intenso, a Fiat reviu o propulsor 5 cilindros 2.0 20v e aumentou sua cilindrada para 2.4L , além de adotar também um coletor de admissão variável (VIS) de material termo-plástico, eficiente porém menos resistente a detonação por falha na injeção ou pressão positiva de sobrealimentação que o metálico da versão 2.0, acrescendo o também com tecnologia Drive By Wire (acelerador eletrônico), itens não disponíveis para versões do motor 2.0L. Isso elevou a potencia final de 142 cv para 160 cv e o torque máximo de 18,121kgf/m para 21kgf/m (este mesmo propulsor foi empregado no Fiat Stilo Abarth (versão esportiva topo de linha do Stilo) produzindo no entanto aproximadamente 170 cv e 21,5kgf/m).
As versões ELX e HLX então incorporaram este propulsor 2.4L I5 20V de 160 cv, o qual também equipava o Lancia Kappa, apreciado por oferecer maior torque num regime bem inferior de rotações; o que, combinado com um câmbio de 5 velocidades de escalonamento mais longo, possibilitava menor ruído (em virtude das rotações mais baixas) e respostas mais ágeis sem a necessidade de reduções constantes no câmbio. Isso também melhorava a capacidade de cruzeiro (velocidade constante) em viagens, mantendo rotações mais baixas e menor nível de ruído e consumo. A partir de então, a cilindrada de 2.0L foi mantida apenas para o cinco cilindros turbo. Não houve motores 2.4 turbo originais de fábrica.

#### Motores 4 Cilindros 16 válvulas (1.6 ou 1.8 naturalmente aspirados)
Objetivando um melhor posicionamento de preços para as versões de entrada para 2001, a versão SX passou a ser oferecida com um novo motor. Trata-se de um quatro cilindros em linha I4 16V 1.8L, de duplo comando (DOHC), variador de fase na admissão, coletor de admissão variável (VIS) e operado por uma central (UCE) japonesa Hitachi HCU MFI, que produzia 132 cv e 16,7kgf/m. Este propulsor é fundamentalmente idêntico aos motores 5 cilindros (diferencia-se por ter um cilindro e consequentemente 4 válvulas a menos), compartilha com os motores 2.0 e o 2.4 a mesma concepção estrutural, tecnologias empregadas e processo de fabricação, também sendo integrante da família de motores modulares Pratolla Serra desenvolvido pela Fiat em parceria com a Alfa Romeo e Lancia e era o mesmo motor empregado na versão brasileira do Fiat Brava HGT, lançado no final daquele ano. Diferente do 5 cilindros 2.0L 20V, o 4 cilindros 1.8L 16V era mais compacto, leve e oferecia menor custo de produção, consumo de combustível e  nível de vibrações, sem perdas sensíveis em desempenho ao motorista comum, fazendo uso em condições normais de uso e transporte de cargas medianas, porém na entrega de desempenho total é limitado em relação ao potencial do 2.0L.
Nos anos seguintes a forte concorrência no segmento obrigou a Fiat a refazer as estratégias e posicionamento das versões do Marea. Como resultado, o motor 1.8L da versão SX passou para a versão ELX. Foi adotado pela versão SX um novo propulsor 4 cilindros 16v 1.6L chamado Corsa Lunga (Curso Longo, em italiano) ou STEP-B, que produz maior torque em relação a versão curso curto STEP-A operado por uma UCE Magnetti Marelli emprestado dos Fiat Brava/Palio/Palio Weekend, também sendo importado da Itália. Tornou-se o trem de força da versão básica SX tanto para o Marea sedan quanto para a perua além das versões de entrada do Brava, de forma a oferecer um melhor custo benefício, além de propiciar um menor consumo e custo de manutenção mais acessível, sendo ideal para as grandes cidades com engarrafamentos constantes e muito usado por taxistas e frotas de autarquias.

### Transmissão

#### Câmbio manual
As transmissões adotadas eram mecânicas de 5 velocidades (salvo as versões automáticas) com embreagem de acionamento hidráulico para os motores de 5 cilindros e a cabo para os 4 cilindros.
Os modelos com motores naturalmente aspirados utilizavam caixas de câmbio de escalonamento mais curto, sendo que o 1.6 possuía relações mais próximas e o 2.4 um pouco mais longas. Nestes, o acionamento dos seletores de marcha era realizado por um trambulador de varões.
O turbo possuía uma caixa de engrenagens mais robusta e de escalonamento mais longo, com acionamento dos seletores por um trambulador de cabos.

#### Câmbio automático
Em 2001, passou a ser oferecido como opcional para as versões Marea e Marea Weekend 2.4 HLX uma transmissão automática da fabricante japonesa AISIN AW50-40 de 4 velocidades com opções de condução esportiva, normal e para piso escorregadio, refrigerada por um radiador de óleo independente, nascendo assim a versão Automatic do Marea. Este opcional de conforto no Marea surgiu como um dos frutos também da Joint Venture (associação) entre a FIAT do Brasil e General Motors do Brasil, nascendo então a Fiat-GM Powertrain, que compartilharia componentes de engenharia de propulsores e transmissões entre as duas companhias. A caixa automática foi desenvolvida em parceria com a Mazda e partilhada/fornecida a veículos de diversas fabricantes pelo mundo, equipando no Brasil além do FIAT Marea também modelos da GM equipados com propulsores Família-2 como o Vectra, Zafira, Meriva e Astra.

#### Tração
Nos veículos da linha Marea/Brava/Bravo a força do motor é transmitida ao solo pelas rodas do eixo frontal (tração dianteira) em todas as versões. Não existiu opcional de sistema de controle de tração (TCS) em nenhuma das versões. Os diferenciais da transmissão são acoplados à caixa de engrenagens e são do tipo aberto (não há autoblocagem ou escorregamento limitado - LSD) em todas as versões, isto é, uma vez que uma das rodas perde tração ou gira mais rápida que a oposta, a tendência é que a força seja gradativamente transferida a ela até a totalidade, permanecendo e cessando esta condição até que a velocidade de rotação das rodas se iguale em condições ideais de aderência.

### Suspensão e direção
A suspensão em todos os Marea, em qualquer motorização e tipo de carroceria era do tipo independente nas quatro rodas. A direção possuía assistência hidráulica com caixa de mecanismo pinhão e cremalheira, acionada por uma bomba mecânica conectada por correia de acessórios ao virabrequim do motor. A coluna e volante de direção com recurso de regulagem de altura era um item presente em praticamente todas as unidades. A calibragem da suspensão valorizava a maciez e conforto mas com grande variabilidade no ângulo de rolagem nas mudanças de direção, contudo mantendo um bom nível de segurança em ângulos de inclinação mais pronunciados em curvas mais acentuadas, limitando a rolagem da carroceria por meio de barras estabilizadoras nos eixos dianteiro e traseiro e assim auxiliando o curso de contorno das curvas em condições críticas de aceleração lateral. Ainda que não primasse pela condução esportiva e mudanças abruptas de direção, a versão turbo ainda recebeu recalibragem no sistema, com altura cerca de 1,2cm menor (visando diminuição da altura do centro de gravidade) e molas, amortecedores e estabilizadores com mais carga, de forma a ter uma condução mais firme, menor rolagem e respostas mais rápidas, comparado às suas versões de motorização naturalmente aspirada, no entanto mesmo com estes ajustes, continuava um carro mais macio e adernante que alguns esportivos da época, uma vez que a prioridade era o conforto dos ocupantes.

#### Dianteira
Na suspensão dianteira o Marea utilizava subchassi (agregado) onde era conectado um sistema Macpherson (amortecedores com função de conectores da suspensão com a estrutura) com barra estabilizadora conectada às torres dos amortecedores por meio de bieletas. A carga das molas helicoidais variava entre as versões equipadas com motores 4 ou 5 cilindros em função do peso de cada propulsor.

#### Traseira
Para as rodas traseiras, o Marea possuía também outro subchassi onde era conectado um sistema Trailing Arms (braços arrastados) conectados em suas extremidades à uma estrutura tubular rígida central e estabilizadores/limitadores de inclinação conectados diretamente a estes braços. As molas helicoidais da perua Weekend possuíam mais carga e batentes mais longos para maior capacidade de carga em relação ao sedan evitando abaixamento acentuado da traseira e fim do curso de amortecimento com carga máxima.

### Freios
A linha Marea/Brava/Bravo utilizava sistema de freios com duplo circuito diagonal cruzado hidráulico, podendo ter como opcional assistência ABS de 4 canais (um para cada roda) operados por uma unidade central de controle computadorizado da fabricante norte americana TRW modelo EBC-430 nas versões de acabamento intermediárias e topo de linha.

#### Dianteiros
Todas as unidades dessa linha de veículos independente da versão e motorização eram equipadas com freios do eixo dianteiro à disco. Os discos dianteiros variavam em diâmetro de acordo com a motorização, sendo menores no 1.6 aspirado e maiores no 2.0 turbo, variando também os pistões das pinças em relação à carga de acordo com o motor equipado. Os discos dianteiros eram sempre ventilados em todas as versões, para dissipação mais rápida de calor e melhor eficiência e resistência à fadiga que veículos com discos convencionais sólidos.
Indicador de desgaste das pastilhas dianteiras estava presente na maioria das versões, apresentando uma luz indicativa no painel de instrumentos quando as pastilhas dianteiras atingem desgaste crítico informando da necessidade de troca.

#### Traseiros e freio de estacionamento
As unidades equipadas com motores cinco cilindros possuíam freios à disco também na traseira, no entanto estes eram sólidos. As unidades equipadas com motores 4 cilindros possuiam freios à tambor nas rodas traseiras.
Em todas versões estava presente uma válvula controladora de força de frenagem (válvula corretora de carga) nas rodas traseiras em função do peso carregado no veículo, de modo a aumentar a segurança em frenagens fortes em qualquer condição diminuindo a possibilidade de derrapagens e perda de controle em frenagens de emergência pela perda de aderência do eixo traseiro especialmente com o veículo vazio.
O freio de estacionamento das versões 5 cilindros atuava de forma mecânica por meio de cabos de aço (acionados pela alavanca) nos próprios discos traseiros, contrapondo algumas soluções de veículos com freios a disco nas quatro rodas que utilizam tambores para o freio de estacionamento. Nos Mareas com motores 4 cilindros, o freio de estacionamento atuava também de forma mecânica nos tambores das rodas traseiras.

## Aerodinâmica, Recursos e Detalhes Estéticos
A linha Marea trouxe inovadores recursos para a época em que foram lançados (alguns ainda inéditos em veículos nacionais nos dias atuais), possuia e ainda possui como pontos fortes:
Uma carroceria afilada e em cunha, com eficiente coeficiente (Cx) de penetração aerodinâmica (tanto no sedan/ hatchback / fastback quanto na perua) que permite velocidades de cruzeiro elevadas com baixo ruído produzido pela carroceria e boa estabilidade direcional mesmo sob rajadas de vento laterais/frontais.
Os faróis são bastante afilados e conferem ao carro uma personalidade única, forte e marcante com tom agressivo, sendo constituídos dupla parábola com cúpula parabólica refletora para o farol baixo e projetor para o farol alto. De acordo com o ano de fabricação, as unidades mais antigas possuíam os faróis com máscara negra e as mais novas com máscaras cromadas. A dianteira conta ainda com dois faróis de neblina esféricos posicionados nas extremidades inferiores do parachoques frontal ao lado da grade de entrada de ar do radiador, exceto em raras unidades mais básicas das versões de entrada.
Maior parte das unidades topo de linha e limitadas unidades de versões intermediárias dispunham de teto solar com mecanismo de acionamento elétrico, recurso raro nos carros da época.
A Marea Weekend (versão SW) possui conjunto de iluminação traseiro elevado, solução que visa maior segurança e pioneiro em uso nos carros de uma fabricante nacional. Este conjunto fica instalado nas colunas "D" (extremidade traseira) que suportam a capota, gerando elegante solução de design e considerada por determinadas publicações automotivas como uma das peruas (SW) mais belas produzidas no país. A carroceria fastback Brava possui lanternas em formato de filetes esculpidos diretamente estampados na chapa da parte traseira da carroceria, também gerando um design de forte e única personalidade.
O sistema de ar condicionado na maior parte das unidades é do tipo Cimatizador Automático (ainda que de seletores e marcador analógico no Brasil, porém com controle digital na Europa), onde os ocupantes da cabine estabeleciam num único seletor a temperatura desejada e a própria unidade de controle eletrônico do ar condicionado mantinha a temperatura estável na cabine (solução inédita nos carros do mesmo segmento no Brasil à época);
Algumas unidades raras topo de linha chamado Grupo IV (pacote completo de opcionais nas versões HLX ou Turbo) dispunham de banco do condutor com mecanismos de regulagem elétrico;
Um pequeno spoiler está presente no limpador dianteiro esquerdo de todas as unidades (de modo a pressionar a palheta e efetuar uma melhor limpeza da área do para brisa em frente ao condutor em altas velocidades, onde limpadores sem este recurso tendem a flutuar pela turbulência aerodinâmica especialmente em carros mais antigos).
Defletores aerodinâmicos (aletas ou conhecidas como "barbatanas") são dispostos à frente das rodas traseiras,desviando o fluxo de ar das rodas traseiras e diminuindo o efeito de sustentação sob o eixo traseiro bem como a redução do arrasto aerodinâmico contra os pneus, contribuindo para uma maior estabilidade direcional e segurança em velocidades elevadas. Esse recurso também auxilia na obtenção de menor consumo em estrada. na parte estética este é também um dos componentes que confere design marcante à família de veículos Marea.
A Marea Weekend também conta com um parachoques traseiro basculante que liberado manualmente por uma trava, bascula (gira) para baixo, formando uma rampa nivelada com o assoalho da mala (semelhante ao sistema usado por várias Pickups) que facilita o carregamento de grandes volumes e a acomodação de cargas maiores/pesadas, solução copiada de sua antecessora Tempra SW e até hoje nunca mais repetida numa perua no mercado nacional.

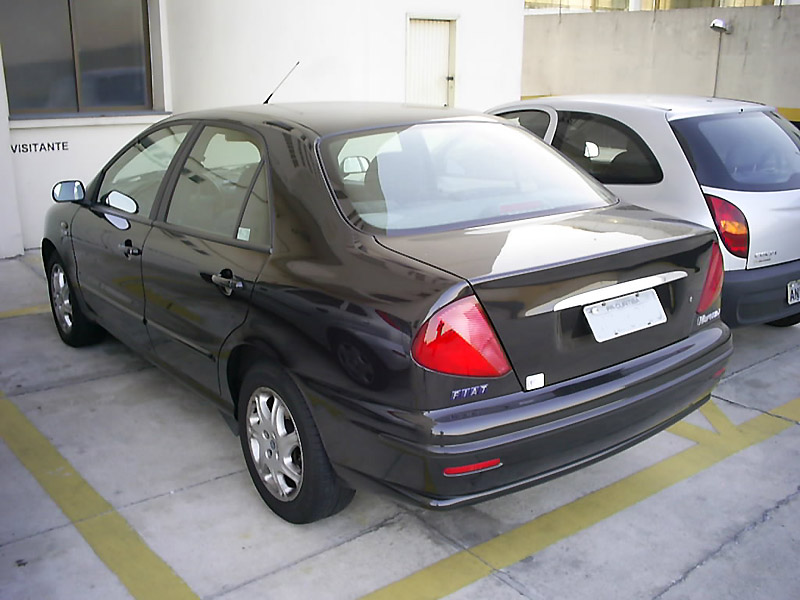
Remodelagem para 2001 em Brasil

Para 2001 foram alterados alguns detalhes como padrões de acabamento e cores. O Marea sedan recebia uma remodelagem traseira com design do Lancia Lybra, afim de contornar pontuações dos clientes ao desenho das lanternas anteriores. Dessa modificação nasceram as designações populares Marea "Good Boy" (lanternas das primeiras versões em formato que lembra um haltere ou ampulheta deitada) e versão remodelada a partir do design da fabricante Lancia do grupo Fiat chamada de "Bad Boy" (lanternas triangulares com aspecto semelhantes aos olhos cerrados do personagem homônimo).
Esta linha de veículos dispõe de diversos modelos de rodas, todas de aro 15 polegadas:
- Rodas de aço estampado com calotas plásticas: Unidades de frotistas, órgãos/entidades públicas de autarquias e segurança, raras unidades particulares com acabamento básico.
- Rodas de liga exclusivas para o Marea/Brava 1.6
- Rodas de liga exclusivas para o 2.0 (popularmente chamadas "Bananinha")
- Rodas de liga exclusivas para os 2.0 ELX ou HLX (popularmente chamadas "Pingo")
- Rodas de liga exclusivas para o 2.4/1.8 (popularmente chamadas "Serra ou Serrinha")
- Rodas de liga exclusivas especiais para o Marea 2.0 Turbo (estas rodas são meia polegada mais largas, tala 6,5" ante 6" das demais o que permite o uso de pneus de perfil mais baixo especiais de competição e raios mais robustos e espaçados permitindo melhor refrigeração dos freios)
- Rodas de liga exclusivas dos Brava SX/ELX
- Rodas de liga exclusivas do Brava HGT

## Problemas de confiabilidade mecânica
A família Marea/Brava é carregada de estigmas em relação à durabilidade e confiabilidade mecânica no Brasil, apesar de na Europa serem projetados para serem veículos de manutenção sem complexidades adicionais em relação aos concorrentes das outras fabricantes que na época nesse continente também já eram tecnologicamente mais complexos que a maior parte dos veículos brasileiros.
Apesar de ser um projeto moderno para a época, o motor Fivetech do Marea exige cuidados quanto à manutenção preventiva. Por tratar-se de um motor de cinco cilindros em linha com características de operação peculiares, sua temperatura normal de trabalho e limite de rotações são mais elevados do que a maioria dos motores 4 cilindros de concepção mais simples empregados pelos concorrentes na época.
Os propulsores quatro cilindros que equipam as versões básicas do modelo seguem também a mesma linha, sendo mais rebuscados tecnologicamente que boa parte dos concorrentes de segmento, necessitando também de atenção similar.
A formação de borra de óleo (carbonização) nas galerias de lubrificação do motores se dá devido ao não respeito aos prazos de troca do óleo/filtros por parte dos proprietários e à manutenção preventiva ineficiente de componentes de substituição periódica, como velas, correias e sensores. Estas são as causas mais comuns de problemas que se não tratados evoluem para outros problemas mais sérios - que podem exigir retífica completa do propulsor.
Tecnologicamente complexo, embora o Marea seja um modelo descontinuado, ele ainda requer profissionais que entendam profundamente essas condições, bem como proprietários que sigam de fato as recomendações do manual de manutenções do veículo, devendo receber cuidados da mesma forma aplicada a modelos de veículos mais complexos atuais, com revisões e reparos em oficinas com ferramental apropriado (scanners, torquímetros, ferramentas de fasagem, entre outros), além de insumos e componentes de reposição de boa qualidade.
A combinação de manutenção ineficiente pelos donos, uso de peças não originais de baixa qualidade e profissionais muitas vezes sem qualificação e ferramentas necessários é a responsável pela má fama que o Fiat Marea adquiriu no mercado de veículos. Peças paralelas de boa qualidade para o carro costumam ser encontradas com certa facilidade em grandes áreas metropolitanas, e por valores inclusive bastantes acessíveis, ao contrário do senso comum que se formou sobre o carro. Por ser um veículo médio com características premium na época em que foi lançado e oferecido em um mercado de consumidores e reparadores que não compreendiam as características do veículo, maior parte das unidades se deterioraram e apresentam problemas recorrentes devido a sucessivos anos de falta de cuidados. Isto gera um círculo vicioso em que o veículo tem seu valor de mercado acentuadamente deteriorado e em razão do apelo do conforto e desempenho oferecido acaba sendo adquirido em maioria dos casos por proprietários que não possuem condições financeiras de mantê-los. Porém, as unidades do veículo que sempre foram bem mantidas desde o início de utilização apresentam ainda hoje um ótimo histórico confiabilidade inclusive a longas viagens, uso diário e quilometragens que alcançam valores superiores a 300.000 km rodados sem a necessidade de retíficas em motores, reparos em câmbios ou outros reparos mais complexos em componentes vitais ao funcionamento do veículo.

## Motorizações e versões no Brasil
| Motorização                                                              | Potência        | Torque             | Versão   | Anos de produção |
| ------------------------------------------------------------------------ | --------------- | ------------------ | -------- | ---------------- |
| Corsa Lunga DOHC 1.6L I4 16V Aspirado                                    | 106 cv @5500RPM | 15,4mkgf @ 4500RPM | SX       | 2003-2007        |
| HGT DOHC VVT 1.8L I4 16V Aspirado                                        | 132 cv @6500RPM | 16,7mkgf @ 4000RPM | SX, ELX  | 2000-2006        |
| Fivetech (Free) DOHC VVT 2.0L I5 20V Aspirado (limitado eletronicamente) | 127 cv @5500RPM | 17,9mkgf @ 4500RPM | SX, ELX  | 1998-2001        |
| Fivetech (Free) DOHC VVT 2.0L I5 20V Aspirado                            | 142 cv @6000RPM | 18,1mkgf @ 5000RPM | ELX, HLX | 1998-2001        |
| Fivetech (Free) DOHC VVT 2.0L I5 20V Turbo Intercooler                   | 182 cv @6000RPM | 27mkgf @ 2750RPM   | Turbo    | 1999-2006        |
| Fivetech (Free) DOHC VVT 2.4L I5 20V Aspirado                            | 160 cv @6000RPM | 21mkgf @ 3500RPM   | ELX, HLX | 2001-2006        |

## Produção

### Marea
| Ano   | Produção (diesel) | Produção (gasolina) | Total  |
| ----- | ----------------- | ------------------- | ------ |
| 1998  | -                 | 11.428              | 11.428 |
| 1999  | -                 | 16.819              | 16.819 |
| 2000  | -                 | 7.841               | 7.841  |
| 2001  | -                 | 8.089               | 8.089  |
| 2002  | -                 | 5.581               | 5.581  |
| 2003  | 10                | 1.771               | 1.781  |
| 2004  | 8                 | 630                 | 638    |
| 2005  | -                 | 1.023               | 1.023  |
| 2006  | -                 | 1.087               | 1.087  |
| 2007  | -                 | 494                 | 494    |
| Total | 18                | 54.763              | 54.781 |

### Marea Weekend (sw ou perua)
| Ano   | Produção (diesel) | Produção (gasolina) | Total  |
| ----- | ----------------- | ------------------- | ------ |
| 1998  | -                 | 422                 | 422    |
| 1999  | -                 | 4.900               | 4.900  |
| 2000  | -                 | 3.828               | 3.828  |
| 2001  | -                 | 2.666               | 2.666  |
| 2002  | -                 | 1.589               | 1.589  |
| 2003  | 12                | 791                 | 803    |
| 2004  | 3                 | 161                 | 164    |
| 2005  | -                 | 208                 | 208    |
| 2006  | -                 | 89                  | 89     |
| 2007  | -                 | 31                  | 31     |
| Total | 15                | 14.685              | 14.700 |